# Storia dell'Unione Sovietica (1985-1991)

## L'ascesa di Gorbačëv
Anche se entrarono in stallo nel periodo 1964-1982, il cambio generazionale diede una nuova spinta alle riforme. Il cambio nelle relazioni con gli Stati Uniti può anch'esso aver dato un impulso in questo senso. Durante gli anni della presidenza di Ronald Reagan, l'abbandono della "distensione" costrinse i sovietici a incrementare di molto le loro capacità produttive, allo scopo di controbattere al nuovo accumularsi di armamenti, specialmente per quanto riguarda il progetto statunitense di difesa missilistica, detto scudo spaziale. A quell'epoca Michail Gorbačëv avrebbe introdotto il processo che avrebbe portato al collasso dell'Unione Sovietica e al conseguente smantellamento dell'economia di comando sovietica, attraverso i suoi programmi politici di Glasnost' (chiarezza di informazione) e Perestroika (rinnovamento della società e dell'economia). L'economia sovietica soffriva sia di una inflazione nascosta, che di una diffusa carenza di approvvigionamenti.

### PerestroikaeGlasnost'
Gorbačëv istituì diverse riforme politiche sotto il nome di glasnost'. Queste compresero l'allentamento della censura e della repressione politica, tramite la riduzione dei poteri del KGB e la democratizzazione. Le riforme politiche avevano lo scopo di spezzare la resistenza alle riforme economiche di Gorbačëv, portata avanti dagli elementi conservatori del Partito Comunista. Sotto queste riforme, con grande allarme dei conservatori nel Partito, vennero introdotte le elezioni competitive per i posti di ufficiale (per persone all'interno del Partito Comunista).
Il rilassamento della censura e gli altri tentativi di Gorbačëv crearono una maggiore apertura politica. Ebbero inoltre l'effetto indesiderato di risvegliare un nazionalismo da lungo tempo sopito e dei sentimenti anti-russi di varie Repubbliche dell'Unione Sovietica. Durante gli anni ottanta le richieste di maggiore indipendenza dal governo di Mosca crebbero sempre di più, specialmente nelle Repubbliche Baltiche di Estonia, Lituania e Lettonia, che erano state annesse all'Unione Sovietica da Stalin nel 1940. I sentimenti nazionalisti presero piede anche in altre repubbliche sovietiche come Ucraina ed Azerbaigian. Questi movimenti nazionalisti vennero fortemente rafforzati dall'economia sovietica in declino, per cui il governo di Mosca divenne un utile capro espiatorio per i problemi economici. Gorbačëv aveva in definitiva scatenato una forza che avrebbe infine distrutto l'Unione Sovietica.
Nei tardi anni '80 il processo di apertura e democratizzazione iniziò ad andare fuori controllo, e andò ben oltre le intenzioni di Gorbačëv. Nelle elezioni per le assemblee regionali delle repubbliche costituenti l'Unione Sovietica, i nazionalisti si accaparrarono la posta in gioco. Poiché Gorbačëv aveva indebolito il sistema di repressione politica interna, l'abilità da parte del governo centrale di Mosca di imporre il suo volere sulle varie repubbliche sovietiche era stata ampiamente minata.
Nel 1989 i governi comunisti dei paesi satelliti dell'Unione Sovietica vennero rovesciati uno a uno a fronte di una flebile resistenza da parte di Mosca. Il 15 febbraio 1989 le truppe sovietiche completarono il loro ritiro dall'Afghanistan (dove l'Unione Sovietica continuò ad appoggiare la comunista Repubblica Democratica dell'Afghanistan con aiuti sostanziali, fino alla fine del 1991).

### Dissoluzione dell'Unione Sovietica
Il 7 febbraio 1990 il Comitato Centrale del Partito Comunista Sovietico concordò nel cedere il suo monopolio del potere. Le repubbliche costituenti dell'URSS iniziarono ad asserire la loro sovranità nazionale su Mosca, e iniziarono una "guerra legislativa" con il governo centrale di Mosca, nel quale i governi delle repubbliche costituenti ripudiarono tutta la legislazione dell'Unione che era in conflitto con le leggi locali, affermando il controllo sulle economie locali e rifiutandosi di versare le tasse al governo centrale. Questa lotta causò una dislocazione economica, in quanto le linee di approvvigionamento erano spezzate, e provocò un ulteriore declino dell'economia sovietica.
Gorbačëv fece dei disperati e sfortunati tentativi di affermare il controllo, soprattutto sulle repubbliche baltiche reclamanti l'indipendenza definitivamente persa nel 1945, ma il potere e l'autorità del governo centrale erano ormai irreversibilmente minati. L'11 marzo 1990, la Lituania dichiarò l'indipendenza e uscì dall'Unione nonostante una significativa parte della popolazione della RSS Lituana fosse composta da russi etnici immigrati nella regione e l'Armata Rossa vi avesse una forte presenza. L'Unione Sovietica iniziò un blocco economico della Lituania e tenne sul posto le sue truppe per "assicurare i diritti dei russi etnici". Nel gennaio 1991 si ebbero scontri tra le truppe sovietiche e i civili lituani, che provocarono 20 morti. Questo episodio indebolì ulteriormente la legittimazione dell'Unione Sovietica, sia internazionalmente che in ambito interno. Il 30 marzo 1990, il Consiglio Supremo Estone dichiarò che il potere sovietico in Estonia, che vigeva dal 1940, era stato illegale, e iniziò il processo per ristabilire l'Estonia come uno stato indipendente.
Il 17 marzo 1991 venne indetto un referendum sulla conservazione dell'URSS, dove risultò che il 77,85% dei votanti era favorevole al mantenimento dell'unione in una forma riformata. Paesi Baltici, Armenia, Georgia e Moldavia boicottarono il referendum. In ciascuna delle altre nove repubbliche, la maggioranza dei votanti sostenne un'Unione Sovietica riformata.
Pochi mesi dopo, nel giugno 1991, si tenne l'elezione del presidente della RSS Russa (tra le varie riforme di Gorbačëv ci fu anche l'introduzione dell'elezione diretta di questo presidente). Il candidato populista Boris El'cin, che era stato un aperto critico di Gorbačëv, vinse con il 57% dei voti, sconfiggendo il candidato preferito da Gorbačëv, l'ex primo ministro Ryžkov, che prese solo il 16%.
Il 28 giugno 1991 viene dichiarato sciolto il Comecon ed il 1º luglio il Patto di Varsavia; questi due eventi sanciscono quantomeno simbolicamente la fine dell'influenza della Russia sovietica nell'Europa orientale.
Il 20 agosto 1991 le repubbliche avrebbero dovuto firmare un nuovo trattato di unione, che le rendeva repubbliche indipendenti in una federazione con un presidente, una politica estera e un esercito comuni. Giocando d'anticipo, il 18 agosto, un gruppo di ministri di Gorbačëv, guidati da Gennadij Janaev e appoggiati da KGB ed esercito, tentarono un colpo di Stato. Gorbačëv venne tenuto prigioniero nella sua residenza estiva nella penisola di Crimea e il 19 agosto venne dichiarata la legge marziale in Russia: gruppi di soldati controllavano Mosca. Durante questo periodo, il 20 agosto, l'Estonia dichiarò la sua indipendenza.
Boris El'cin e il parlamento russo democraticamente eletto si opposero al colpo di Stato e gli organizzatori si arresero il 21 agosto, lo stesso giorno in cui la terza repubblica baltica, la Lettonia, dichiarò la sua indipendenza. Immediatamente dopo il fallito colpo di Stato, e prima che Michail Gorbačëv ritornasse a Mosca, il vuoto di potere venne riempito da Boris El'cin, il quale firmò immediatamente un decreto che bandiva il Partito Comunista in tutta la Russia; e questo bando venne ben presto esteso a tutta l'Unione Sovietica. In questo modo, 70 anni di regime comunista vennero portati a termine.
Il 21 dicembre, 11 delle 12 repubbliche rimanenti (tutte eccetto la Georgia, almeno fino al 1993), fondarono la Comunità degli Stati Indipendenti, ponendo effettivamente fine all'Unione Sovietica. Il 25 dicembre Michail Gorbačëv si dimise da presidente, e il giorno dopo il Soviet Supremo disciolse ufficialmente l'URSS. La fine vera e propria della federazione fu decretata però solo il 1º gennaio 1992, con l'ufficializzazione dell'indipendenza della Russia.

## Ristrutturazione del sistema sovietico
Per eliminare nella transizione al capitalismo le distorsioni del sistema sovietico di comando amministrativo, il programma shock di El'cin venne introdotto nel giro di alcuni giorni dalla dissoluzione dell'Unione Sovietica. Questo piano prevedeva tagli ai sussidi alle fabbriche e fattorie in perdita, liberalizzazione dei prezzi, spostamento verso la convertibilità del rublo e spostamento verso la ristrutturazione di un'economia ampiamente di proprietà dello stato. Le istituzioni esistenti, comunque, vennero abbandonate prima ancora che divenissero funzionanti le strutture legali di una economia di mercato che governasse la proprietà privata, supervisionasse i mercati finanziari, e facesse rispettare la tassazione; tutto ciò accadde nonostante il fatto che mancassero due componenti fondamentali di una macroeconomia, ossia il sistema bancario e il sistema di bilancio statale.